# 掛布の遊びたいし!
『掛布の遊びたいし!』（かけふのあそびたいし）は、一部テレビ東京系列局と奈良テレビで放送されていたテレビ大阪製作のバラエティ番組である。製作局のテレビ大阪では2005年10月1日から2006年9月24日まで放送。
掛布雅之がMCを務めていた番組で、彼がゲストとともに日本国内外へ足を運び、現地で様々なレジャーに興じていた。旅先は近畿地方が主で、移動の際には掛布自らが自動車やオートバイを運転していた。当初は土曜深夜に放送の深夜番組だったが、2006年春の改編を機に日曜11時台へ移動した。

## スタッフ
- 構成：桑原尚志
- CAM：佃義久
- MIX：清水俊孝
- 編集：井上孝志
- 音効：川橋康子
- MA：中西祐之
- タイトル：平田幸子
- CG：吉村剛
- イラスト：成瀬國靖
- AD：内海千加子
- ディレクター：坂口芳隆
- プロデューサー：宮谷雅秋（TVO）
- 技術協力：テーク・ワンオーディオ、音響企画
- 制作協力：掛布企画
- 製作著作：テレビ大阪、テーク・ワン

## 放送局
| 放送対象地域   | 放送局         | 系列           | 放送日時                                                                                                 | 備考   |
| -------------- | -------------- | -------------- | --- | ------ |
| 大阪府         | テレビ大阪     | テレビ東京系列 | 土曜 24:55 - 25:25 （2005年10月1日 - 2006年3月25日） 日曜 11:00 - 11:30 （2006年4月2日 - 2006年9月24日） | 製作局 |
| 愛知県         | テレビ愛知     | テレビ東京系列 | 土曜 06:30 - 07:00 （2006年4月 - 2006年6月）                                                             |        |
| 岡山県・香川県 | テレビせとうち | テレビ東京系列 | 木曜 24:58 - 25:30                                                                                       |        |
| 奈良県         | 奈良テレビ     | 独立UHF局      | 土曜 10:30 - 11:00 （2007年1月 - 不明）                                                                  |        |